# Julio Rodríguez Martínez
Julio Rodríguez Martínez (Armilla, Granada, 25 de abril de 1928 - Santiago de Chile, 29 de enero de 1979) fue un químico, profesor universitario y político español, ministro de Educación y Ciencia de España entre 1973 y 1974.

## Biografía
Julio Rodríguez Martínez fue doctor en Ciencias Químicas (1953) y en Farmacia (1955) por la Universidad de Madrid, catedrático de Cristalografía y Mineralogía en la Universidad de Salamanca (1962) y en la Universidad Autónoma de Madrid (1968), de la que también fue rector (1972-1973).

### Carrera política. Elcalendario juliano
Procurador en Cortes entre 1971 y 1977, fue nombrado ministro de Educación del gobierno de Carrero Blanco el 9 de junio de 1973. (Corrió entonces el rumor de que su nombramiento se debía a un malentendido, porque a quien quería Franco para el puesto era a Luis Sánchez Agesta). En ese mismo año expulsó de su cátedra a su compañero en la Universidad Autónoma de Madrid el filósofo marxista Carlos París y cerró su departamento. 
A él se debe una conocida reforma del calendario académico universitario, que igualaba el año natural con el año académico, y que en tono humorístico fue denominada calendario juliano. En España el año académico ordinario para todos los niveles de enseñanza finalizaba en aquella época, aproximadamente, el 30 de junio y comenzaba, también aproximadamente, entre mediados de septiembre y principios de octubre, reservándose las primeras semanas de septiembre para exámenes de recuperación. La reforma de Julio Rodríguez Martínez estableció el comienzo del curso el 7 de enero de cada año, finalizando a finales del mes de diciembre. El cambio, que solamente se llevó a cabo para primer curso de todas las universidades españolas, implicó que el curso que debía empezar en octubre de 1973 empezara en enero de 1974, con lo cual los estudiantes afectados tuvieron seis meses de vacaciones. La medida produjo el rechazo de la comunidad universitaria y de la administración de la época. La Orden Ministerial que implantaba el cambio fue derogada a los pocos meses por un Decreto Ministerial de su sucesor en el cargo, Cruz Martínez Esteruelas, volviendo todas las facultades universitarias españolas a recuperar el calendario ordinario al curso siguiente.
En el funeral de Carrero Blanco, Rodríguez se negó a aceptar la paz del arzobispo Vicente Enrique y Tarancón. El 3 de enero de 1974 fue destituido.

## Obras
- Julio Rodríguez Martínez, Juan de Dios López González (1969). Introducción a la radiactividad (2ª edición). Universidad Autónoma de Madrid. ISBN 978-84-600-0451-6.
- Julio Rodríguez Martínez, Ángel Hoyos de Castro (1974). Dinamismo cristalino y cristalizaciones orientadas. Real Academia de Farmacia.
- Julio Rodríguez Martínez (1969). Aspectos de la investigación científica en cristalografía y mineralogía. Universidad Autónoma de Madrid.
- Julio Rodríguez Martínez (1966). La personalidad científica de José María Albareda.
- Julio Rodríguez Martínez (1967). Actividad y dinamismo cristalino. Universidad de Navarra.
- Julio Rodríguez Martínez (1970). Apuntes de cristalquímica. Universidad Autónoma de Madrid.
- Julio Rodríguez Martínez (1959). Radiaciones nucleares.
- Julio Rodríguez Martínez, Ramón Coy-Ill, Miguel Ángel Hoyos Guerrero (1977). Cristales y gemas: introducción básica a la gemología. Fundación Universidad-Empresa. ISBN 978-84-600-0744-9.
- Julio Rodríguez Martínez (1974). Impresiones de un ministro de Carrero Blanco (2ª edición). Planeta. ISBN 978-84-320-6213-1.